# 三江線
三江線（さんこうせん）は、かつて島根県江津市の江津駅から広島県三次市の三次駅までを結んでいた西日本旅客鉄道（JR西日本）の鉄道路線（地方交通線）。2018年（平成30年）3月31日をもって旅客営業を終了し、翌4月1日付で全線廃止となった（鉄道事業法に基づく、廃止届に記載された廃止日は同年4月1日）。
2016年（平成28年）2月にラインカラー、路線記号が順次導入された。ラインカラーは「江の川の色」をイメージする水色（■）、記号は F であった。

## 概要
三次駅と江津駅を結ぶため、両駅の頭文字を取って「三江線」と命名された。中国地方きっての大河で古くから水運交通に利用されていた江の川に沿い、江津駅 - 三次駅間を結ぶ陰陽連絡路線として、1930年代から長い期間をかけて建設されたが、全通はきわめて遅い1975年（昭和50年）で、すでに地域間移動は道路利用主体に移行していた。
三江線は浜原ダムを回避する沢谷駅付近を除くと、北方が頂点となる「へ」の字状に流れる江の川に沿って狭い平地を縫うように建設された。当初は、江の川の蛇行部分（粕淵駅、浜原駅付近など）をトンネルでショートカットする計画であったが、地域からの猛運動により断念。結局、川に沿った迂回するルート（全長108kmだが、直線距離なら60km足らずである）となり、両都市間の短絡路としては機能することはなかった。
なお、三江線は民営化後も度々自然災害による不通に見舞われたものの、その都度全線が復旧された（詳しくは後述）。
三次駅を除きJR西日本米子支社浜田鉄道部の管轄であった。三次駅は同広島支社三次鉄道部の管轄であり、下り場内信号機が米子支社との境界となっていた。国鉄時代から2001年3月31日までは、口羽駅 - 三次駅間を広島鉄道管理局（→広島支社）が管轄していた。
2015年（平成27年）に全通40周年を記念して、三江線改良利用促進期成同盟会・三江線活性化協議会による公募で決定した「江の川鉄道」の愛称が付けられた。この「江の川鉄道」は三江線廃線に伴って設立されたNPO法人の名称の由来でもあり、この「NPO法人・江の川鐵道」では宇都井駅周辺を鉄道公園として整備し、トロッコ型車両を運行することを計画している（後節参照）。

## 路線データ （廃止時）
- 管轄（事業種別）：西日本旅客鉄道（第一種鉄道事業者）
- 区間（営業キロ）：江津駅 - 三次駅間 108.1km [11]
- 軌間：1067mm
- 駅数：35（起終点駅含む）
  - 三江線所属駅に限定した場合、山陰本線所属の江津駅と芸備線所属の三次駅が除外され[12]、33駅となる[13]。
- 複線区間：なし（全線単線）
- 電化区間：なし（全線非電化）
- 閉塞方式：
  - 江津駅 - 浜原駅間 特殊自動閉塞式（軌道回路検知式）
  - 浜原駅 - 三次駅間 自動閉塞式（特殊）
- 最高速度：
  - 江津駅 - 浜原駅間 65km/h[14]（旧三江北線）
  - 浜原駅 - 口羽駅間 85km/h[14]（後年鉄道公団が建設した区間なので、最高速度が高い）
  - 口羽駅 - 三次駅間 65km/h[14]（旧三江南線）
- 運転指令所：江津CTCセンター

## 平均通過人員
2017年（平成29年）度の平均通過人員は163人/日であった。路線廃止が決定したことに伴う需要の拡大の結果、前年度より倍増し2000年（平成12年）ごろの数値まで回復した。なお、営業最終日には延べ3274人が乗車したという。
なお、1987年度以降の各年度の平均通過人員の推移は以下のとおり。
| 平均通過人員の推移 | 平均通過人員の推移 |
| 年度               | 人/日              |
| ------------------ | ------------------ |
| 1987年（昭和62年） | 458                |
| 1988年（昭和63年） | 367                |
| 1989年（平成元年） | 314                |
| 1990年（平成2年）  | 256                |
| 1991年（平成3年）  | 331                |
| 1992年（平成4年）  | 308                |
| 1993年（平成5年）  | 263                |
| 1994年（平成6年）  | 269                |
| 1995年（平成7年）  | 260                |
| 1996年（平成8年）  | 249                |
| 1997年（平成9年）  | 227                |
| 1998年（平成10年） | 214                |
| 1999年（平成11年） | 181                |
| 2000年（平成12年） | 164                |
| 2001年（平成13年） | 143                |
| 2002年（平成14年） | 143                |
| 2003年（平成15年） | 129                |
| 2004年（平成16年） | 112                |
| 2005年（平成17年） | 107                |
| 2006年（平成18年） | 89                 |
| 2007年（平成19年） | 94                 |
| 2008年（平成20年） | 83                 |
| 2009年（平成21年） | 70                 |
| 2010年（平成22年） | 66                 |
| 2011年（平成23年） | 59                 |
| 2012年（平成24年） | 60                 |
| 2013年（平成25年） | 44                 |
| 2014年（平成26年） | 50                 |
| 2015年（平成27年） | 58                 |
| 2016年（平成28年） | 83                 |
| 2017年（平成29年） | 163                |

## 歴史

### 廃線に至った経緯
三江線は部分開通していた当時から利用状況は芳しくなかった。全通前の1968年（昭和43年）に国鉄諮問委員会が廃止すべき路線として提出した赤字83線に、三江南・北線ともにリストアップされている。
南線沿線では1950年代、豊富な森林資源を背景に年間8万俵の木炭が生産されていた。地域では、鉄道開通による貨物輸送でさらなる増産が見込まれるとして期待を集めていたが、エネルギー革命が急速に進行すると木炭需要は激減。結局、開通後に貨物列車は1本も走らなかった。加えて1960年代の10年間に離村による過疎化が急激に進み、沿線人口はほぼ半減。全国8位の赤字路線となった。
1975年（昭和50年）の全通時には既に閑散路線であり、CTCや信号設備などの工事が遅れたという事情はあるものの全線を直通する列車の設定はなかった。最後に開業した区間の両端である浜原駅、口羽駅で運行系統が分断されており、この間には1日4往復の普通列車が走るのみであった。その後も、モータリゼーションの影響を受けて優等列車の定期運転が行われず、全通前・全通後を通して通学利用など地域住民のローカルな移動需要を中心に推移してきた。
そのため、たびたび廃線が話題に上り、1987年（昭和62年）の国鉄分割民営化の際にも廃止対象路線となっていたが代替道路未整備として外されている。利用者数の減少の要因としては、沿線人口の減少、少子高齢化、マイカー利用の拡大などがある。また通学利用についても、利便性の高いスクールバスが中山間地域から通学する子供を持つ保護者からは支持されていた状況があり、沿線のスクールバスの運行本数や運行区間が年々拡大するとともに、三江線の利用者は減少の一途をたどっていた。
2008年（平成20年）度の1日平均利用客は前年比12%減の全区間合計で約370人（JR西日本米子支社による）に過ぎなかった。2008年度の数字では、三江線の輸送密度（平均通過数量）は83人/日であり、JRの全路線中、東日本旅客鉄道（JR東日本）の岩泉線（49人/日）の次に少ない値であった。岩泉線が廃止となった2014年4月以後、2012年度の輸送密度を基にすると、三江線はJRの運行中の路線で最下位となっていた。
2010年（平成22年）4月には、JR西日本の社長が会見において、赤字ローカル線のバス転換を打ち出す という発言をすることもあった（どの路線とは言及していない）が、ついに2015年（平成27年）10月16日に廃止に向けての検討を開始したことを広島・島根両県に伝えたことが報じられた。中国新聞では「2017年度の廃止を想定しているとみられる」と報じられた。
2016年（平成28年）9月1日、JR西日本は「三江線改良利用促進期成同盟会」の会議で国土交通省に対して9月末までに廃止を届け出ると表明した。2012年度に行われた増便実験ではバス運行により、鉄道と併せて通常ダイヤの1.7倍から2倍の運行本数を実施したものの、乗客増は2割程度に留まったことが明らかとなっており、増便は収益増に繋がらないと結論付けられた。JR西日本は、2014年度の輸送密度は1日当たり50人と会社発足時の約9分の1にまで落ち込んでおり、また、2006年、2013年と二度にわたり大規模災害による長期間運休を余儀なくされ、激甚化する災害リスクの高まりも看過できない状況から廃止を決意した。
2016年9月23日、沿線自治体などで組織する三江線改良利用促進期成同盟会の臨時総会が開催され、その結果、第三セクター鉄道への転換などでの存続案では財政負担が重くなることなどを考慮し、同線の廃止受け入れを決定した。しかし翌2017年9月末での廃止に対しては、沿線自治体側から代替交通手段のバス路線の計画策定には1年半程度必要として、廃止時期の延期を求める要望が出された。
JR西日本は沿線自治体との会合を経て、代替バス路線の計画策定のための廃止時期延期の要望を受け入れ、2018年（平成30年）3月末での廃止を決定し、廃止日を2018年4月1日とする廃止届を、2016年9月30日に国土交通省中国運輸局に提出した。
廃線後の鉄道施設について、JR西日本は沿線自治体に無償譲渡を決めた。それを受けて、島根県1市3町は駅舎などを再活用する方針であるが、維持管理の負担から広島県2市は譲り受けに慎重であり、住民との意見交換会を踏まえて検討する姿勢を示した。
代替交通についても、2017年（平成29年）5月31日に広島合同庁舎で中国運輸局と沿線6市町でつくる三江線代替交通確保調整協議会が行われ、その結果、中国運輸局が提示した代替交通の運行イメージおよび回数の承認がなされた。また、同年6月2日に広島県三次庁舎（三次市）で開催された広島・島根両県と沿線6市町などが沿線地域公共交通を議論する協議会で、2023年3月までの地域交通の指針となる計画骨子案が提示された。
2017年秋頃から、廃線を前に最後の記念として乗車する利用客が増え、特に週末には2両編成の列車が通勤ラッシュのような混雑となっていた。2017年12月10日には「ありがとう三江線記念入場券セット」が8000セット限定で、三次駅・江津駅・浜田駅で発売された。発売期間は2018年3月31日までの予定であったが、完売時点で発売を終了した。

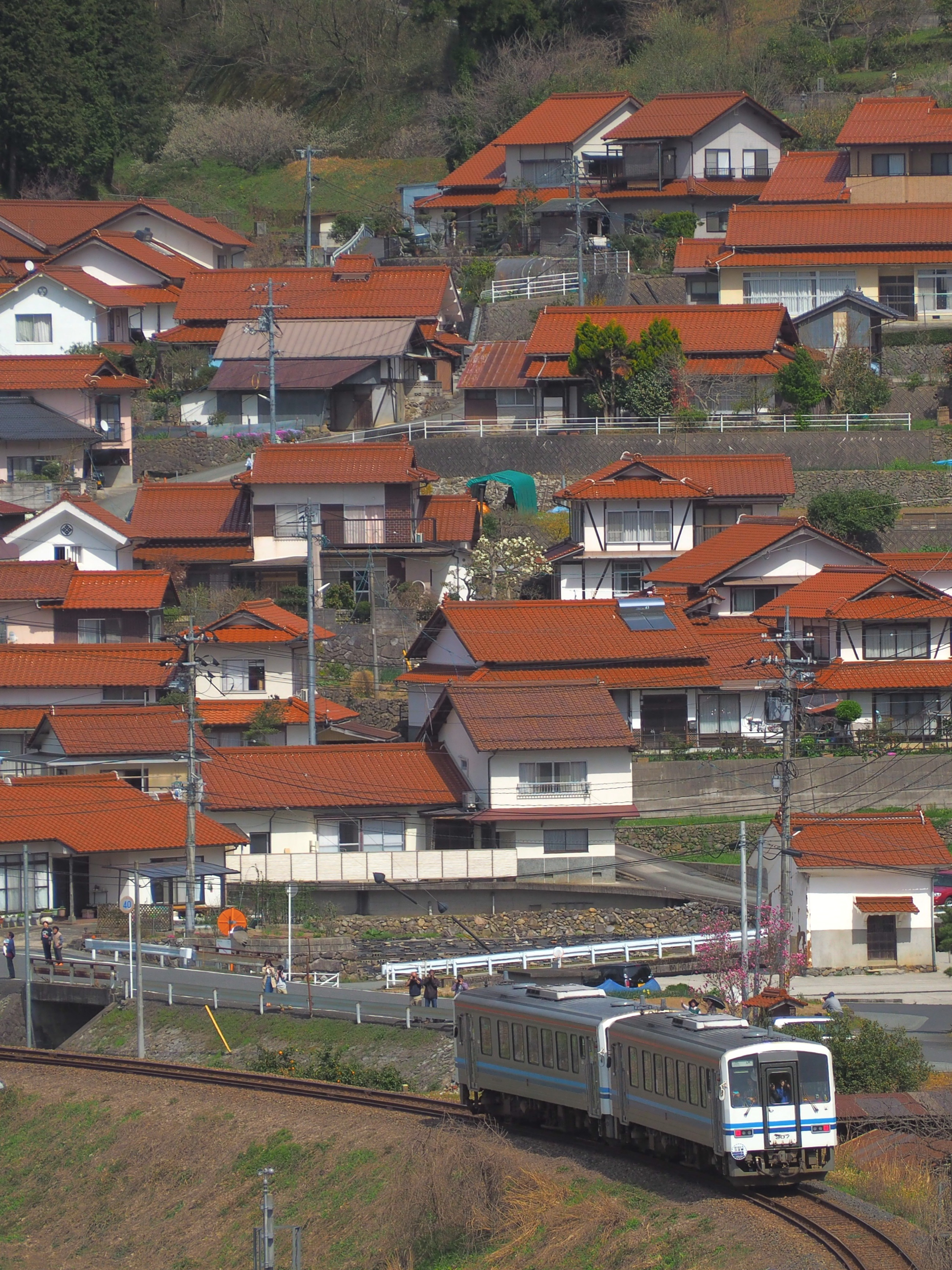
石州瓦の家並みを背に走る営業最終日の三江線（因原駅 - 鹿賀駅）

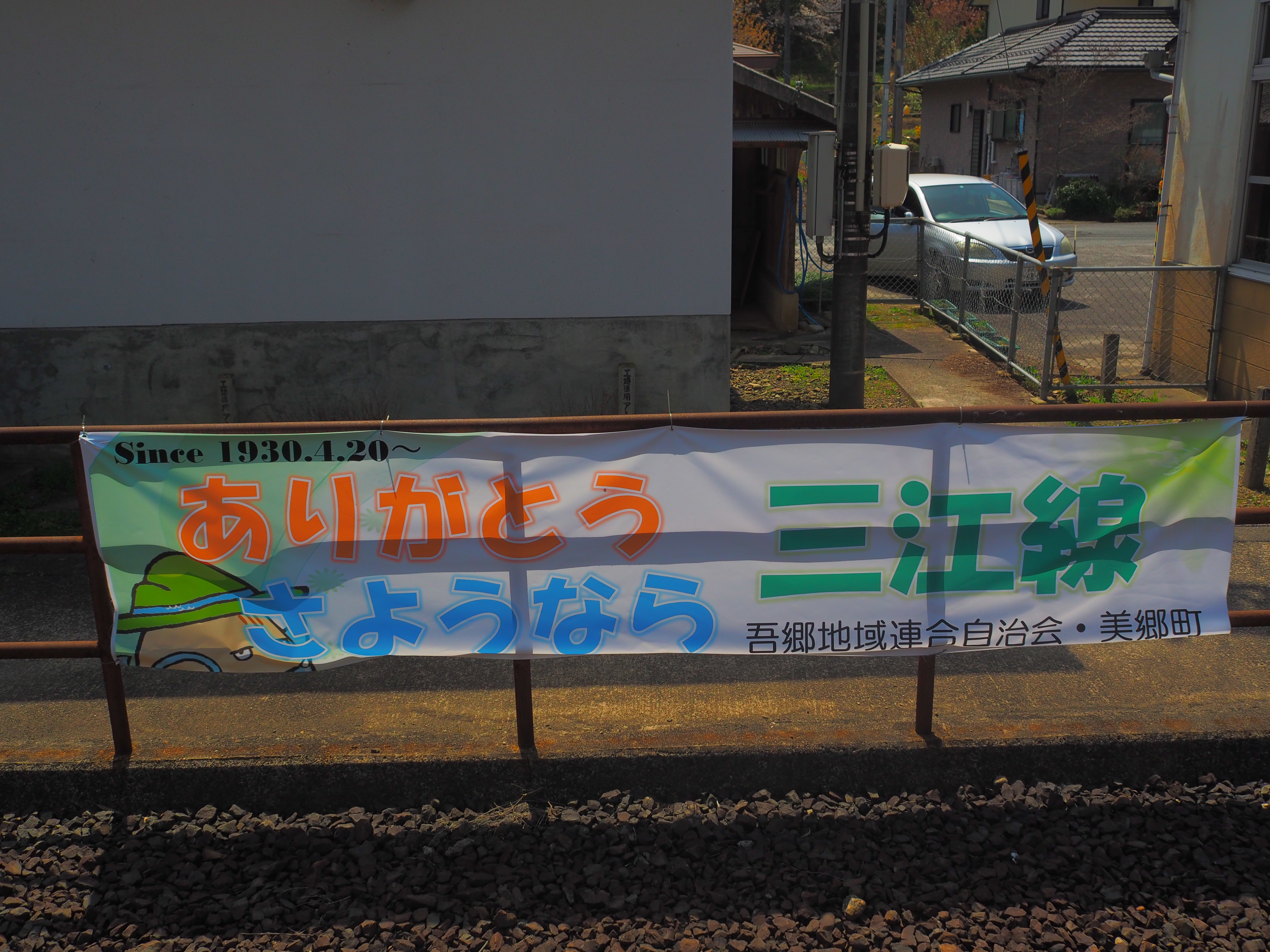
廃止直前に石見簗瀬駅に設置されていた横断幕

なお、廃線前に多くの鉄道ファンや観光客が訪れていたところ、2018年1月の大雪により線路への倒木が100か所以上で発生した。1月11日から浜原駅と三次駅の間で、1月12日からは江津駅と浜原駅の間で「当分の間」運転が取り止めとなった（これ以外の区間でも運転を取り止める列車が一部に出た）が、1月16日に江津駅と石見川本駅の間での運転が再開された。さらに2月2日の始発列車から石見川本駅と浜原駅の間、2月22日の始発列車から口羽駅と三次駅の間、2月24日の始発列車から浜原駅と口羽駅の間で運行が再開され、これにより全線で運転が再開された。
2018年2月24日には、JR西日本グループの日本旅行による企画で「サロンカーなにわ」による団体臨時列車が大阪駅から浜田駅まで「サロンカー江の川」として運行され、これに接続して三江線内の臨時列車が運行された。同年3月3日に代替バスの再編計画が認定され、後述のバス路線が確定した。3月17日のダイヤ改正により、三江線の列車はすべて臨時列車扱い（列車番号が9000D番台）となり、廃止を控えて利用者が増えたため、全線を通して運行される列車が1往復増便された。すべての列車が2両以上で運行されるようになり、本来の浜田鉄道部のキハ120形だけでは車両が不足したため、木次鉄道部や下関総合車両所新山口支所のキハ120形も応援に入った。そして、3月31日の最終列車をもって運行を終え、廃止当日を迎えた。
JR発足後、路線距離が100kmを超える鉄道路線の全線廃止は、第三セクター鉄道に転換された例を除くと、北海道の長大4路線のうちの標津線・天北線・名寄本線と並行道路未整備で廃止が先送りされていた深名線に次いで5例目であるが、本州では初の事例となった。

### 年表

#### 三江線→三江北線
- 1926年（大正15年）9月：起工[42]
- 1930年（昭和5年）4月20日：三江線 石見江津駅（現在の江津駅） - 川戸駅間 (13.9km) が開業。川平駅・川戸駅が開業[43]。
- 1931年（昭和6年）5月20日：川戸駅 - 石見川越駅間 (8.4km) が延伸開業。石見川越駅が開業[44]。
- 1934年（昭和9年）11月8日：石見川越駅 - 石見川本駅間 (10.3km) が延伸開業。因原駅・石見川本駅が開業[45]。石見江津 - 石見川本間キハ40000形気動車運行開始[46]。
- 1935年（昭和10年）12月2日：石見川本駅 - 石見簗瀬駅間 (10.1km) が延伸開業。乙原駅・石見簗瀬駅が開業[47]。石見川本 - 石見簗瀬間気動車運転開始[48]。
- 1937年（昭和12年）10月20日：石見簗瀬駅 - 浜原駅間 (7.4km) が延伸開業。粕淵駅・浜原駅が開業[49]。日華事変により延伸工事は中断[42]
- 1949年（昭和24年）11月15日：田津駅・鹿賀駅が開業[50]。
- 1955年（昭和30年）3月31日：三江南線開業に伴い、三江北線に改称[51][52]。
- 1958年（昭和33年）7月14日：江津本町駅・千金駅・竹駅が開業[52]。
- 1962年（昭和37年）1月1日：木路原駅が開業[52]。
- 1967年（昭和42年）4月1日：明塚駅が開業[52]。
- 1970年（昭和45年）6月1日：石見江津駅が江津駅に改称[52]。
- 1972年（昭和47年）
  - 7月11日：明塚駅 - 浜原駅間が昭和47年7月豪雨災害で不通に[53]。
  - 10月2日ごろ：野井仮乗降場が開業[52]。
- 1973年（昭和48年）12月22日ごろ：野井仮乗降場が廃止[52]。
- 1974年（昭和49年）
  - 11月30日：蒸気機関車の運行が廃止され無煙化[54]。
  - 12月29日：明塚駅 - 浜原駅間が復旧[53]。

#### 三江南線
- 1936年（昭和11年）8月：三次-作木間着工。まもなく日中戦争により工事中断[42]。
- 1955年（昭和30年）3月31日：三江南線 三次駅 - 式敷駅間 (14.7km) が開業[11][51]（旅客営業のみ）。尾関山駅・粟屋駅・船佐駅・式敷駅が開業[52]。
- 1956年（昭和31年）7月10日：所木駅・信木駅が開業[52]。
- 1963年（昭和38年）6月30日：式敷駅 - 口羽駅間 (13.7km) が延伸開業[11]（旅客営業のみ）。香淀駅・作木口駅・江平駅・口羽駅が開業[52]。
- 1969年（昭和44年）4月25日：長谷仮乗降場が開業[52]。
- 1975年（昭和50年）
  - 3月8日：土砂崩れにより江平駅 - 口羽駅間が不通[55]。
  - 5月27日：江平駅 - 口羽駅間が運転再開[55]。

#### 三江線
- 1966年（昭和41年）1月：口羽-浜原間着工[42]。
- 1975年（昭和50年）8月31日：浜原駅 - 口羽駅間 (29.6km) が延伸開業[11][56]（旅客営業のみ）し全通。三江北線・三江南線を編入し江津駅 - 三次駅間を三江線に改称[52][56]。沢谷駅・潮駅・石見松原駅・石見都賀駅・宇都井駅・伊賀和志駅が開業[52]。ただし、この時点では信号関係の工事が未完成のため口羽駅構内で線路はつながっておらず、そのため全線直通列車はなく江津駅 - 浜原駅・口羽駅間と口羽駅 - 三次駅間の運行に分かれていた。
- 1978年（昭和53年）3月30日：全線直通運転開始[57]。
- 1982年（昭和57年）11月7日：江津駅 - 浜原駅間の貨物営業廃止[58]。
- 1983年（昭和58年）
  - 7月23日：昭和58年7月豪雨の影響により、全線で運転を見合わせ[59]。
  - 7月24日：口羽駅 - 三次駅間で運転を再開[59]。
  - 日付不明：石見川本駅 - 口羽駅間で運転を再開。
  - 8月24日：江津駅 - 石見川本駅間で運転を再開し、全線が復旧する[60]。
- 1987年（昭和62年）
  - 3月31日：長谷仮乗降場が駅に変更され、長谷駅開業[52]。
  - 4月1日：国鉄分割民営化により西日本旅客鉄道が承継。
- 1989年（平成元年）12月16日：江津駅 - 口羽駅（構内を除く）間が米子支社直轄から浜田鉄道部の管轄になる[61]。一部列車でワンマン運転開始[62][63]。
- 日付不明：朝の浜原発江津行きの始発列車[64]を石見川本始発に見直し。[65]
- 1991年（平成3年）4月1日：口羽駅 - 三次駅間が広島支社直轄から三次鉄道部の管轄になる[66]。
- 1994年（平成6年）
  - 3月：全列車が1両編成での運転となる[67]。
  - 6月1日：キハ120形気動車の運転開始[68]。
- 1996年（平成8年）
  - 3月：全列車がワンマン運転となる[67]。
- 2001年（平成13年）
  - 3月3日：江津駅 - 浜原駅間の1往復および三次発21時の口羽行きを廃止。夜の江津発石見川本行きと翌朝の石見川本発江津行きを土曜日曜運休にする。
  - 4月1日：口羽駅 - 三次駅（構内を除く）間が広島支社三次鉄道部から米子支社浜田鉄道部に移管される[8]。
- 2006年（平成18年）
  - 7月19日：豪雨による土砂崩れで全線が運休[69]。
  - 12月15日：浜原駅 - 三次駅間で運転再開[70]。
- 2007年（平成19年）6月16日：全線運転再開[71]。
- 2012年（平成24年）：10月1日から12月31日にかけて、バスによる増便社会実験実施[72]。
- 2013年（平成25年）
  - 8月1日：豪雨により石見川本駅 - 浜原駅間が土砂流入などで不通。12日運転再開[73]。
  - 8月24日：豪雨により全線が不通となる[74]。
  - 9月1日：浜原駅 - 三次駅間で運転再開[74][75]。
- 2014年（平成26年）7月19日：全線運転再開[76][77][78]。
- 2016年（平成28年）
  - 2月4日：ラインカラーと路線記号が発表され、同月中に導入[5]。
  - 9月1日：JR西日本が国土交通省に対して9月末までに廃止を届け出ると表明。これに対して沿線自治体側からバス路線策定のため廃止時期の延期が要望される[3]。
  - 9月30日：JR西日本が国土交通省広島運輸局に対して2018年4月1日を廃止日とする廃止届を提出[4]。
- 2017年（平成29年）
  - 10月1日：当路線を含む定期券の発売を段階的に取りやめはじめる。
- 2018年（平成30年）
  - 1月11日：大雪により浜原駅と三次駅の間で運転取り止めとなる[38]。
  - 1月12日：大雪により江津駅と浜原駅の間でも運転取り止めとなる[38]（以上により全線運休）。
  - 1月16日：江津駅と石見川本駅の間で運転再開[38]。
  - 1月19日：石見川本駅 - 三次駅間の運転取り止めが「当分の間」と発表される（他区間の一部列車にも取り止め等あり）[79][注釈 4]。
  - 2月2日：石見川本駅 - 浜原駅間で運転再開[38]。浜原駅 - 三次駅間は引き続き「当分の間」運転取り止めとなる[80]。
  - 2月22日：口羽駅 - 三次駅間で運転再開[38][81]。
  - 2月24日：浜原駅 - 口羽駅間で運転再開し、全線で運転再開[38][81]。
  - 3月17日：ダイヤ改正で全列車臨時列車扱いとなり、口羽駅での折返列車の設定がなくなる。
  - 3月31日：この日をもって旅客営業を終了[41][82][83]。
  - 4月1日：全線（108.1km）を廃止し、バス路線などに転換[2][4]。

## 廃線後の状況

### 代替バス
「概要」の節で前述したように、三江線は江の川に沿って蛇行する線形になっていて、線形が人の流動に即していなかったことや、沿線の集落が江の川の対岸にある地域もあることから、代替バスの路線は、江津 - 三次間を直通する系統や島根県内、広島県内の全駅をすべてカバーする経路は設定されず、既存路線を含めて18路線に系統が細分化された。各駅を補っている主な路線は下記に挙げた通りになるが、2018年4月現在は主に江津川本線・川本美郷線・作木線の3路線の乗り継ぎが鉄路直通に相当する路線として運用されている。
道路が狭隘でバスの乗り入れができない駅では、デマンドタクシーが代替交通機関として別途設定された。デマンドタクシーが代替バスの最寄り停留所まで運行され、バスと接続する形をとっている。
三江線廃止翌年の2019年10月には、江津市生活バスに代替バスとして新設された「田津線」の廃止が決定され、三江線の代替バスでは初の廃止路線となった。また邑南町営バスでも代替バスとして新設された「宇都井口羽線」などの見直しが行われ、NPO法人が運営するデマンドバスへ転換された。

#### 主な代替バス路線
2018年4月現在。「=」の区間は旧三江線に沿う区間
- 江津川本線：石見交通
  - 江津 - 川平 = 川戸 - 因原 = 川本
三江線廃止前からの既設路線を川本まで延伸。浜田営業所の路線である。名称が類似している大田営業所の川本線ではない。
- 江津川平線：江津市生活バス
  - 江津 = 川平
- 鹿賀線：江津市生活バス
  - 川戸 = 鹿賀
- 川本美郷線：大和観光
  - 川本 = 浜原 = 石見都賀
- 作木線：備北交通
  - 石見都賀 - 伊賀和志 = 口羽 = 作木 - 三次
三江線廃止前からの既設路線を道の駅グリーンロード大和まで延伸。
- 川の駅三次線：君田交通
  - 作木 = 香淀 - 三次
- 式敷三次線：お太助バス（芸北タクシー・ニコニコタクシー）
  - 式敷 = 三次

### 鉄道施設
鉄道施設のうち、橋梁の撤去には10年以上かかるとみられている。2023年5月1日現在、旧三江線の橋梁約160本のうち撤去されたのは23本に留まった。一方で旧三江線の踏切約80箇所は、2023年5月1日時点までに全て撤去されている。
旧三江線の廃駅の中には、廃止後に代替交通の停留場として活用され構内へ立入り可能なものもある。また石見川本駅では月に一度、軌道自動自転車に乗車することができる。

#### 宇都井駅・口羽駅周辺
廃線後に「NPO法人・江の川鐵道」が宇都井駅周辺を鉄道公園として整備し、トロッコ型車両を運行することを計画している。2018年（平成30年）10月には旧口羽駅構内でバッテリー動力のトロッコ型車両の走行実験が行われた。2021年（令和3年）2月13日には宮崎県の高千穂あまてらす鉄道から借り受けたトロッコ型車両を使い、初めて島根県から広島県まで県境を越えて運行された。
2019年（平成31年）3月、島根県邑智郡邑南町は旧口羽駅（邑南町下口羽）と旧宇都井駅（同町宇都井）の周辺施設の取得を表明した。2021年4月1日に、「三江線鉄道公園」として開園している。その後、旧作木口駅（同町上田）の周辺施設も取得し、2023年4月1日に「三江線鉄道公園」として開園している。

#### 尾関山駅周辺
2015年に一般社団法人として「みよしSL保存倶楽部」が設立され、三次市と協力して尾関山駅周辺を管理している。当初は三次もののけミュージアム敷地内の蒸気機関車（旧国鉄8620型48650号）の維持管理と並行しながら尾関山駅周辺を三次小学校や三次中学校と共に定期的な清掃美化活動を展開。2024年3月には三次市とともに尾関山駅の駅舎の外観を改装し、舗装補修も行った。同月からは、三次方の尾関山駅周辺一帯で、マウンテンバイクを特殊なフレームに固定して三江線の線路上を自走する新たな観光資源として「レールマウンテンバイク『さくらサイクル』」の取り組みを展開。3月 - 11月の土日祝日限定で運行管理を行っている。

## 沿線概況
江の川に沿って走行し、全線の中で江の川を7回渡っていた。そのうち、日本鉄道建設公団が高規格で直線的に建設した浜原駅 - 口羽駅間（1975年開通区間）には3回あった。江の川は宇都井駅付近から作木口駅南方にかけて遡る区間で左岸（南西側）の島根県（邑南町）と右岸（北東側）の広島県（三次市）の県境になっており、駅の前後で左岸に渡る橋がある伊賀和志駅は島根県に挟まれた広島県内の駅となっていた。
宇都井駅は山に挟まれた山間部分にトンネルとトンネルを繋ぐ形で架けられた高架上、地上20mにホームがあるという特異な構造であり、「ホームが日本一高い場所にある駅」として紹介されることがあった。
三江線では、並走する江の川の堤防を横切って走っていたところが数か所あった。江の川が増水した時、そこから住宅街などに河川の水が流れ込み浸水する恐れがあったため、国土交通省浜田河川国道事務所が管理する陸閘が5か所、島根県が管理する陸閘が3か所に設置された。陸閘とは、線路を巨大な水門で締め切ることで浸水を防ぐ設備である。水防待機の際には三江線の線路閉鎖を行い、国土交通省職員もしくは浜田鉄道部の職員が陸閘の操作を行っていた。陸閘は車窓から見ることができた。廃線後にはほとんどの個所で閉鎖作業が行われた。

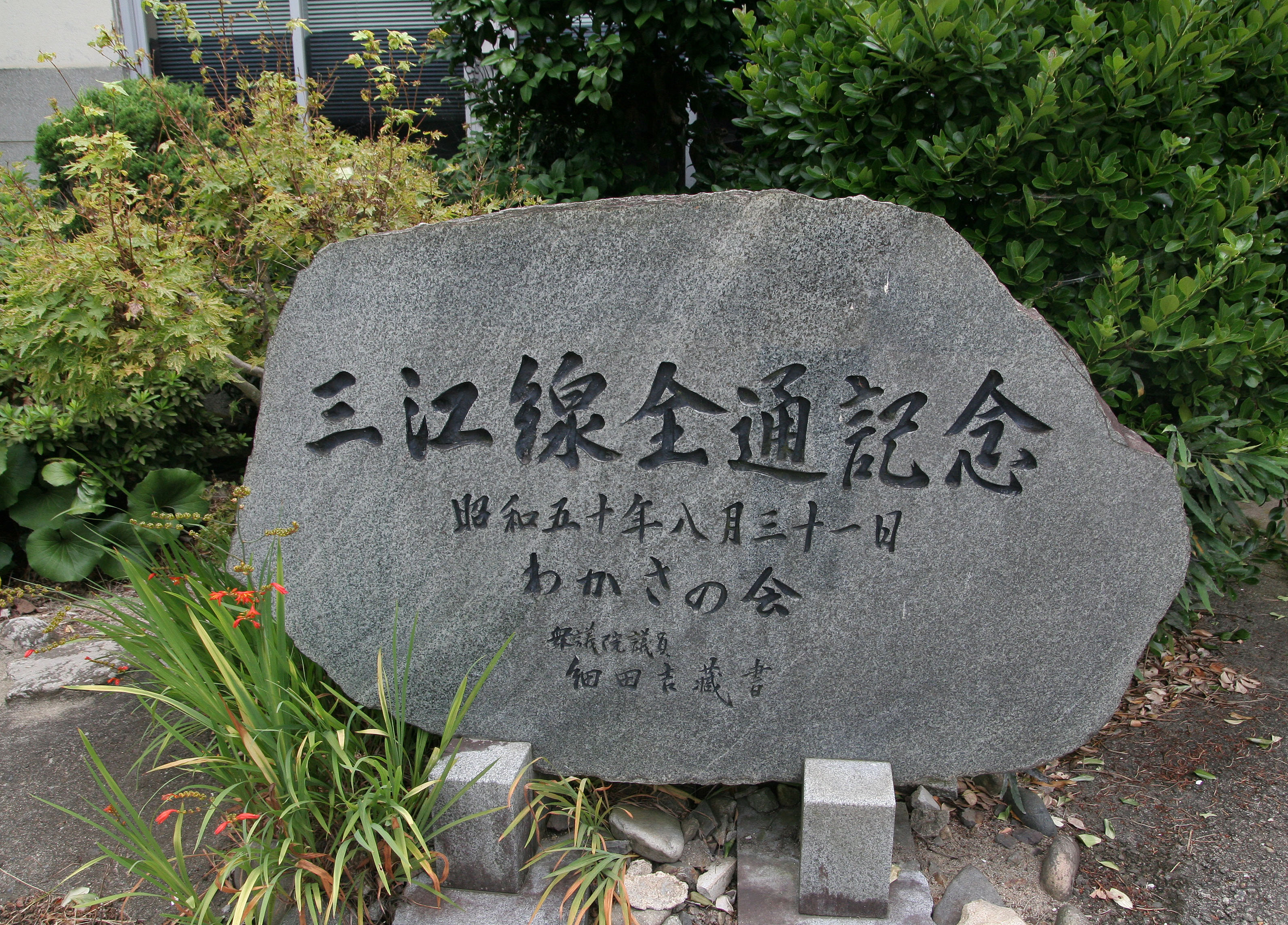
浜原駅に設置されている三江線全通記念碑
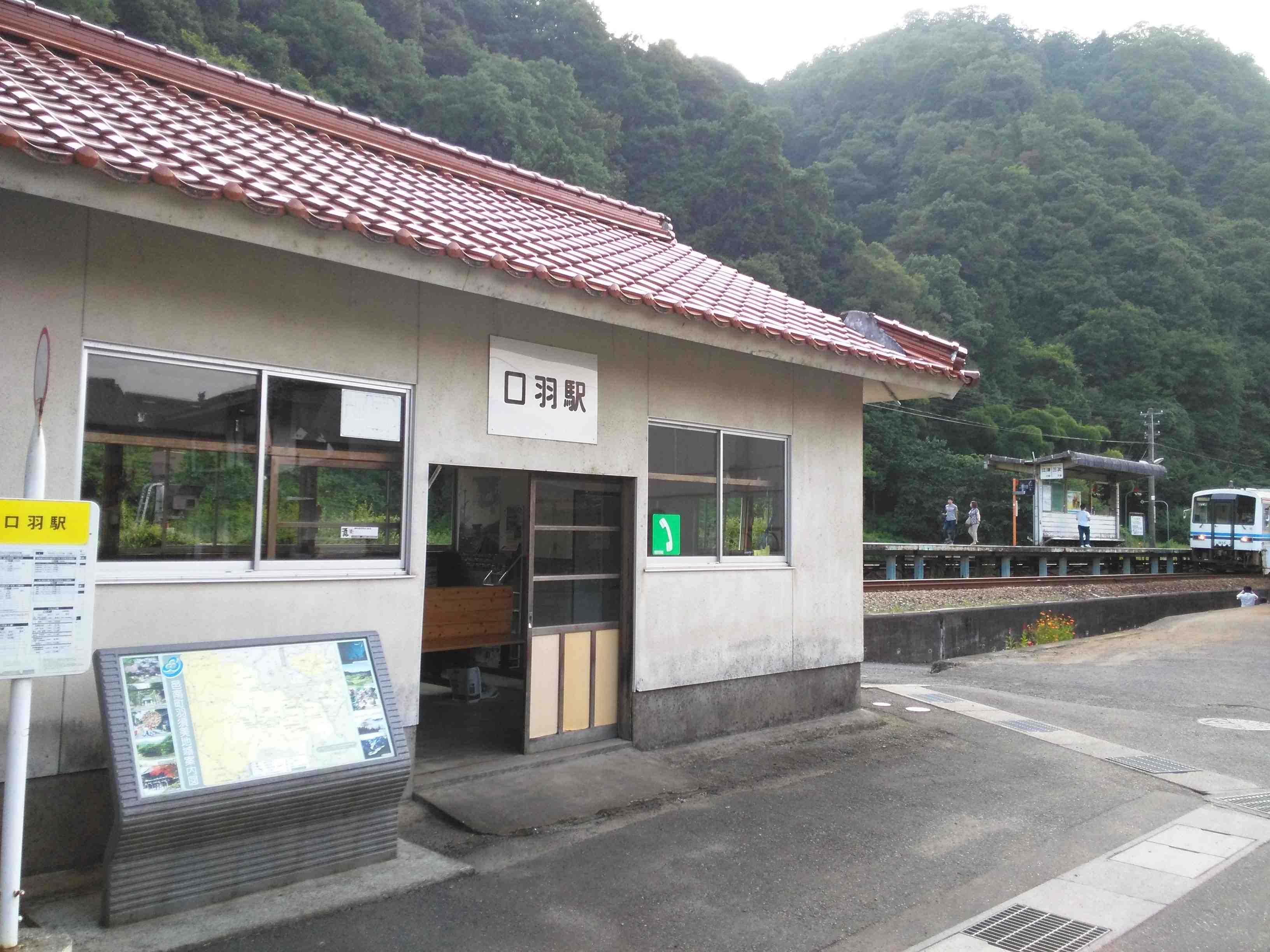
三江線口羽駅
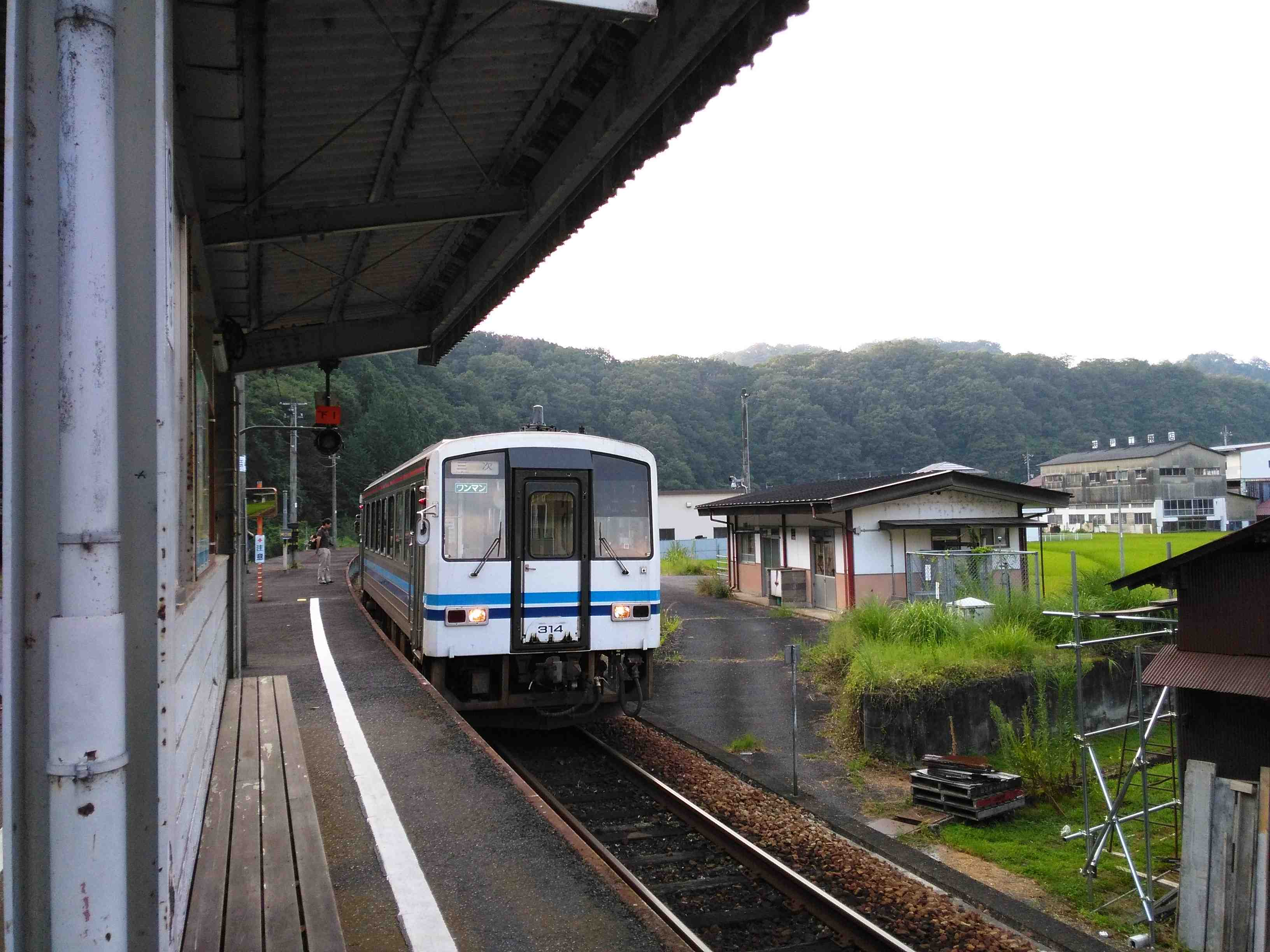
三江線口羽駅

## 運行形態
普通列車のみの運転で、2018年（平成30年）3月17日改正時点では、全線通し列車が3往復（うち1往復は山陰本線浜田駅発着）あったほか、三次発石見川本行き、石見川本発江津行きが各1本、江津駅 - 浜原駅間に1往復、浜原駅 - 三次駅間に1往復の区間運転列車があり、5時間以上運行されない時間帯があった。全ての列車でワンマン運転を実施していたが、廃止が近づいてからは一部の列車に車掌が乗務していた。午前中の上り、午後の下り列車は長谷駅を通過していた（時間帯は同駅基準）。
2018年4月の廃線を控え、三次駅 - 江津駅間全線を乗り通せる上り2本目の三次10時2分発石見川本行きに乗客が集中していたことから、廃止2週間前に行われた2018年3月17日のダイヤ改正で、三次駅 - 口羽駅間と浜原駅 - 江津駅間の区間列車各1往復を結び、三次駅 - 江津駅間直通とすることで、三次駅 - 江津駅間を当日中に乗り通せる列車が途中の駅で乗り継ぎとなるものを含めて3往復から4往復に増やされた。なお、このうち江津12時34分発の三次行きは時刻表では益田発とされているが、実際には浜田乗り換えであることがJR西日本のウェブページで告知されている。また最終日の浜田着は浜田からは貸切で一部の乗客は江津駅まで無停車でそのまま利用できた。
三次10時2分発の424Dは石見川本止まりであったが、運用上は江津行きとなっていた。これは、石見川本駅を出ると江津駅まで交換駅がなく、対向列車425Dが石見川本駅に到着する13時43分まで長時間待っていたためで、石見川本駅に到着後は乗客をすべて降ろし、エンジンが切られ扉を閉めた状態でホームに滞泊（その間、乗務員は駅構内の詰所で休憩）した後に石見川本13時45分発江津行き426Dとなった（時刻は2017年3月4日改正のもの）。なお、この列車は2006年（平成18年）の豪雨災害前は土曜日は浜原行きで、午後に浜原発江津行きとして運行されていた。
最終列車は江津発・三次発とも19時台であった が、以前は20時台や21時台に設定があった。1980年（昭和55年）10月1日改正では、江津駅 - 浜原駅間の始発が朝5時にあり、夜に1往復、石見川本駅折り返しが設定されていた。そして、1987年（昭和62年）4月1日時点では、江津駅 - 浜原駅間の朝4・5時台の列車が平日・土曜日のみ、夜の石見川本駅折り返しは平日のみであった。
車両の夜間滞泊は浜田鉄道部（鉄道部 - 江津駅間に毎日回送列車がある）と浜原駅（2本）、三次駅（1本）で行っていた。
かつての三江南線は経費節約のためスタフ閉塞が用いられており、線内を一本の列車が単純に往復するだけという運行形態だった（スタフ閉塞を行っている区間では、その区間内に1本の列車しか入ることができない）。この運行形態は三江線全通後もしばらく続けられ、1978年（昭和53年）に三江線がCTC化されるまで旧三江南線の三次駅 - 口羽駅間とそれ以北とで運転系統が完全に分断されていた。

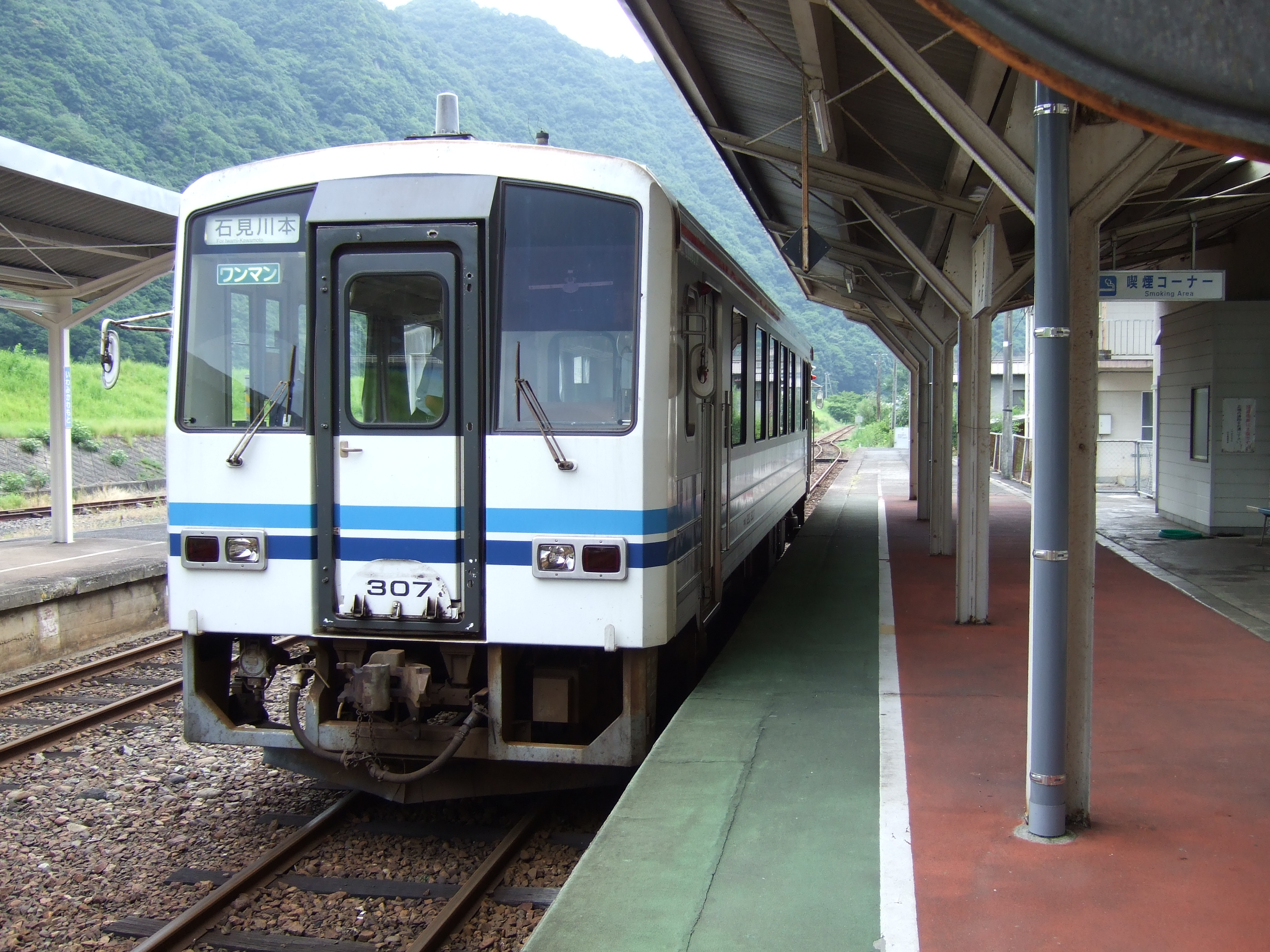
石見川本駅に到着した424D。乗客を全員降車させ、扉を閉めた後の状態。
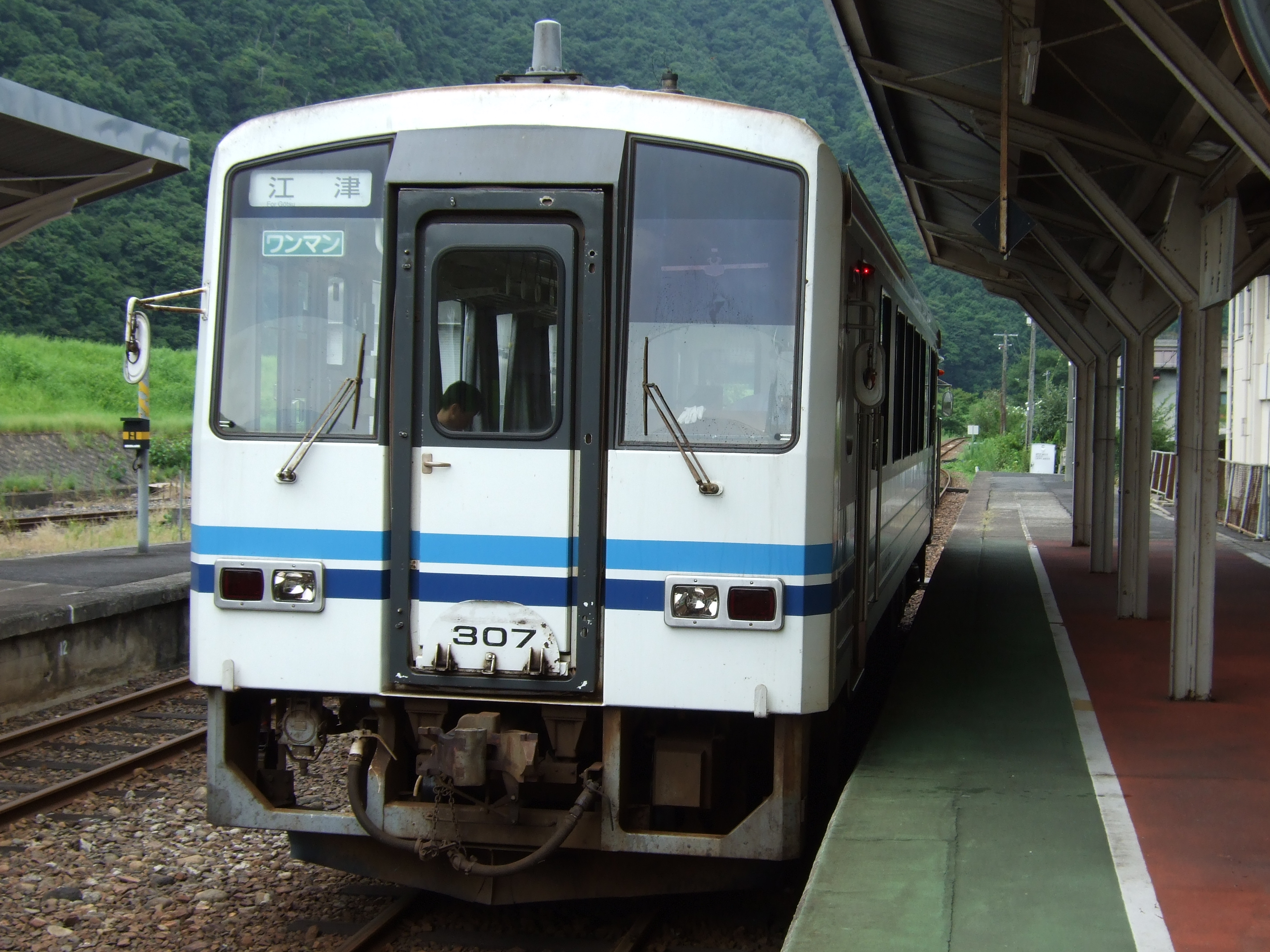
石見川本駅で発車を待つ426D。

### 臨時列車

#### 快速「波子ビーチ」
1978年（昭和53年）から1989年（平成元年）ごろまでの間、夏期に山陰本線波子駅 - 広島駅（1986・87年度は三次駅）間に当線経由で快速「波子ビーチ」が運転された。主に三次地区の利用者が波子駅付近の海水浴場に出かけることを目的とした列車だったため、口羽駅 - 三次駅間は各駅に、芸備線三次駅 - 広島駅間は主要駅に停車したのに対し、江津駅 - 口羽駅間は無停車（一部駅の運転停車を除く）という特徴的な停車パターンであった。また、1986年（昭和61年）は江津駅も通過扱いだった。

#### 急行「江の川」
1988年（昭和63年）から1994年（平成6年）まで臨時列車ではあるが、浜田駅 - 広島駅間を山陰本線・三江線・芸備線経由で運行する急行「江の川」（浜田駅 - 三次駅間は快速扱い）が運行された。紀行作家の宮脇俊三は三江線全通の前に、新幹線連絡列車として浜田駅 - 岡山駅間を山陰本線・三江線・芸備線・福塩線・山陽本線経由で運行する急行「ごうがわ」を構想しダイヤを作成したが、実際には急行どころか、全通後しばらくは全線を直通する列車すらなく（『最長片道切符の旅』に記述あり）、この「江の川」が三江線内快速とはいえ新幹線（山陽側）と山陰を三江線経由で結ぶ初の直通優等列車となった。

#### SL江の川
1992年（平成4年）11月20日 - 22日には、臨時快速として江津駅 - 石見川本駅（最終日のみ口羽駅）間に蒸気機関車C56 160牽引の「SL江の川」が運転されたことがある。三江線SL実行委員会が三江線沿線の自然のすばらしさと各町村観光のPRのために企画した列車で、最後尾にディーゼル機関車（DE10形）が連結されたこともあった。その後も1994年（平成6年）を除いて1998年（平成10年）まで毎年秋に運行された。

#### 三次花火観賞列車
毎年三次市で行われる三次市民納涼花火まつりでは、花火の打ち上げ会場に近い馬洗川橋梁で長時間停車し、花火を鑑賞する「花火鑑賞列車」が毎年運転されていた。

#### 貸切イベント列車「卑弥呼蔵号」
2013年（平成25年）3月10日、6月29日、2015年（平成27年）10月17日に、地元有志らによって三次駅 - 浜原駅間で臨時イベント列車が運転された。これは車内に畳を敷いた簡易お座敷仕様に加え、ボックス席を遮光カーテンで仕切った簡易更衣室を設けコスプレイベントを開催するというものだった。

#### 三江線40周年記念列車「江の川号」
2015年（平成27年）8月30日に、三江線の全通40周年を記念して江津駅 - 三次駅間で運転された。この列車にはキハ126系（石見神楽ラッピング編成）が使用され、浜原駅ではキハ120形の神楽ラッピング編成を使用した定期列車との列車交換が設定された。また、浜原駅周辺で様々な記念行事が行われた。

#### 「江の川祭号」
毎年8月16日に、江の川祭りの開催に合わせて江津駅 - 石見川本駅間で運転された。江津駅の発車は21時40分頃で、終点の石見川本駅に到着後、江津へ回送されていた。時刻表では「江の川祭号」として記載されていたが、駅の電光掲示板や増発案内の貼り紙では列車名の記載はなく、普通列車扱いとなっていた。例年は1両編成で満員状態であったため、最終運行となる2017年8月16日はキハ120形の石見神楽ラッピング車両を含む2両編成で運行された。

## 使用車両
かつては三江北線では米子機関庫浜田分庫の蒸気機関車が使用されており、当初は500形、つづいて1070形にかわった。1934年（昭和9年）11月8日にキハ40000形 2両で石見江津駅 - 石見川本駅間の運行を開始。1939年（昭和14年）からC12形も使用された。戦後はC12形5両で旅客、混合列車を運転していたが1957年（昭和32年）3月からは旅客列車は気動車（ディーゼルカー）に置き換わり、1959年（昭和34年）よりC56形が貨物列車に使用された。貨物列車は1974年（昭和49年）11月30日限りでDD16形ディーゼル機関車にかわった。
三江南線は開業時はキハ20形気動車2両により運行された。
1984年ごろは基本は2両編成で浜田機関区（現在の浜田鉄道部）所属の気動車キハ47形、キハ40形、キハ45形、キハ23形が中心となり、口羽駅 - 三次駅間、直通の一部は三次運転区のキハ47形、キハ40形、キハ45形、キハ23形が運用されていた。JR化後は、キハ120形が導入されるまではキハ40形による単行でワンマン運転を行っていた。
キハ120形気動車は、1994年（平成6年）6月1日から運用を開始した。その後は専ら浜田鉄道部所属のキハ120形が使用され、1両または2両での運転が基本だったが、廃止が近づいてさらに乗客数が増加したことで、2017年12月より一部列車が3両編成で運転されることもあった。廃止直前はさらなる乗客数の増加を受け、本来の車両だけでは不足したため、木次鉄道部や下関総合車両所新山口支所のキハ120形も応援に入った。

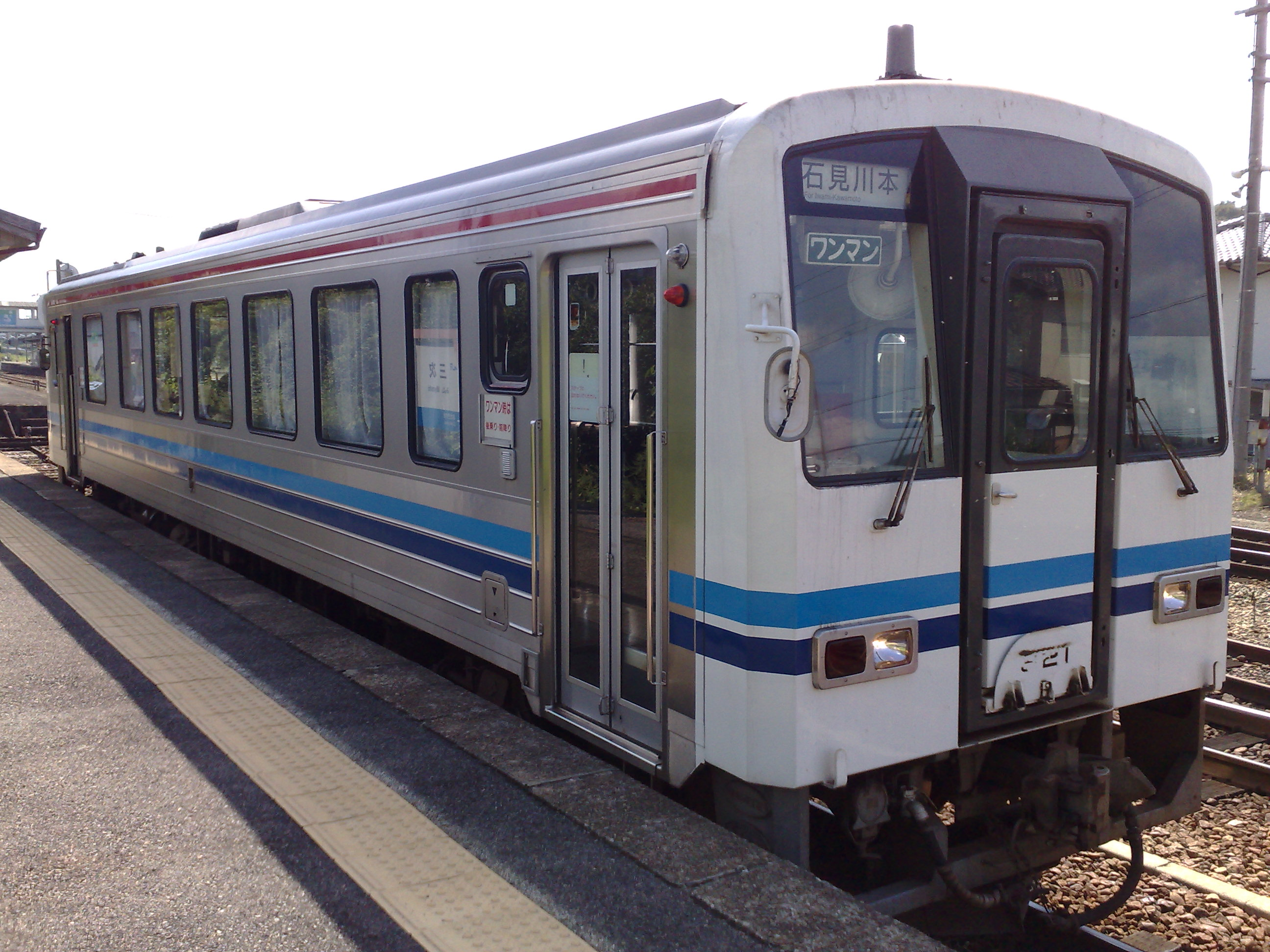
キハ120形

## 災害およびその状況
三江線は山間部を川沿いに通っており、何度か豪雨による災害のため長期不通になっている。

### 国鉄時代
1972年（昭和47年）7月11日、昭和47年7月豪雨による災害で三江北線 明塚駅 - 浜原駅間が1974年（昭和49年）12月28日まで不通になった。この間の1972年秋ごろ、損傷した明塚駅 - 粕淵駅間の橋梁の明塚側に野井仮乗降場を設けて、渡船連絡した。
1983年（昭和58年）7月23日から9月11日にも集中豪雨（昭和58年7月豪雨）で不通になった。

### 2006年の豪雨災害
2006年（平成18年）7月19日、平成18年7月豪雨の影響により沿線38か所で土砂崩れが発生し、全線が運休となり、23日からバスとジャンボタクシーによる代替輸送を開始した。同年10月12日に復旧工事が始まり、12月15日に浜原駅 - 三次駅間が復旧して運転を再開。翌2007年（平成19年）6月16日に江津駅 - 浜原駅間が復旧し、全線で運転を再開した。復旧費用はおよそ15億円であった。

### 2013年の豪雨災害
2013年（平成25年）8月1日の豪雨（平成25年7月28日の島根県と山口県の大雨）による土砂流入のため11日まで石見川本駅 - 浜原駅間が不通となり、タクシーで代替輸送していたが、同月24日には再度の豪雨により島根県川本町因原にある井原川橋梁の一部の橋脚が流失 するなど計72箇所に被害が及び全線が不通となった。
2013年9月1日には浜原駅 - 三次駅間が復旧。残る江津駅 - 浜原駅間は2014年（平成26年）7月19日に復旧した。復旧の当日、石見川本駅 や、江津駅および三次駅にてセレモニーを開催した。復旧費用はおよそ10億8千万円であった。

## 駅一覧
- 路線廃止時点
- 駅の愛称は石見神楽の演目にちなむ。
- 全列車普通列車。基本的に全駅停車だが、一部の列車は長谷駅を通過していた。
- 線路（全線単線） … ◇：列車交換可、｜・＋：列車交換不可（＋：かつては列車交換可）

| 駅名       | 愛称           | 営業キロ | 営業キロ | 接続路線                         | 線路 | 所在地               | 所在地               | 所在地               |
| 駅名       | 愛称           | 駅間     | 累計     | 接続路線                         | 線路 | 所在地               | 所在地               | 所在地               |
| ---------- | -------------- | -------- | -------- | -------------------------------- | ---- | -------------------- | -------------------- | -------------------- |
| 江津駅     | 八十神         | -        | 0.0      | 西日本旅客鉄道： 山陰本線        | ｜   | 島根県               | 江津市               | 江津市               |
| 江津本町駅 | 恵比寿         | 1.1      | 1.1      |                                  | ｜   | 島根県               | 江津市               | 江津市               |
| 千金駅     | 日本武尊       | 2.3      | 3.4      |                                  | ｜   | 島根県               | 江津市               | 江津市               |
| 川平駅     | 大江山         | 3.6      | 7.0      |                                  | ＋   | 島根県               | 江津市               | 江津市               |
| 川戸駅     | 鈴鹿山         | 6.9      | 13.9     |                                  | ＋   | 島根県               | 江津市               | 江津市               |
| 田津駅     | 羯鼓・切目     | 5.4      | 19.3     |                                  | ｜   | 島根県               | 江津市               | 江津市               |
| 石見川越駅 | 頼政           | 3.0      | 22.3     |                                  | ＋   | 島根県               | 江津市               | 江津市               |
| 鹿賀駅     | 道返し         | 3.5      | 25.8     |                                  | ｜   | 島根県               | 江津市               | 江津市               |
| 因原駅     | 剣舞           | 3.1      | 28.9     |                                  | ＋   | 島根県               | 邑智郡               | 川本町               |
| 石見川本駅 | 八幡           | 3.7      | 32.6     |                                  | ◇    | 島根県               | 邑智郡               | 川本町               |
| 木路原駅   | 天神           | 2.0      | 34.6     |                                  | ｜   | 島根県               | 邑智郡               | 川本町               |
| 竹駅       | 鹿島（国譲り） | 3.0      | 37.6     |                                  | ｜   | 島根県               | 邑智郡               | 美郷町               |
| 乙原駅     | 帯舞           | 2.2      | 39.8     |                                  | ｜   | 島根県               | 邑智郡               | 美郷町               |
| 石見簗瀬駅 | 岩戸           | 2.9      | 42.7     |                                  | ＋   | 島根県               | 邑智郡               | 美郷町               |
| 明塚駅     | 黒塚           | 2.3      | 45.0     |                                  | ｜   | 島根県               | 邑智郡               | 美郷町               |
| 粕淵駅     | 神武           | 3.1      | 48.1     |                                  | ＋   | 島根県               | 邑智郡               | 美郷町               |
| 浜原駅     | 大蛇           | 2.0      | 50.1     |                                  | ◇    | 島根県               | 邑智郡               | 美郷町               |
| 沢谷駅     | 猿丸太夫       | 3.7      | 53.8     |                                  | ｜   | 島根県               | 邑智郡               | 美郷町               |
| 潮駅       | 潮払い         | 5.8      | 59.6     |                                  | ｜   | 島根県               | 邑智郡               | 美郷町               |
| 石見松原駅 | 戻り橋         | 3.2      | 62.8     |                                  | ｜   | 島根県               | 邑智郡               | 美郷町               |
| 石見都賀駅 | 髪掛けの松     | 5.6      | 68.4     |                                  | ◇    | 島根県               | 邑智郡               | 美郷町               |
| 宇都井駅   | 塵倫           | 6.4      | 74.8     |                                  | ｜   | 島根県               | 邑智郡               | 邑南町               |
| 伊賀和志駅 | 鈴合せ         | 3.4      | 78.2     |                                  | ｜   | 広島県 三次市        | 広島県 三次市        | 広島県 三次市        |
| 口羽駅     | 神降し         | 1.5      | 79.7     |                                  | ◇    | 島根県 邑智郡 邑南町 | 島根県 邑智郡 邑南町 | 島根県 邑智郡 邑南町 |
| 江平駅     | 五龍王         | 3.5      | 83.2     |                                  | ｜   | 島根県 邑智郡 邑南町 | 島根県 邑智郡 邑南町 | 島根県 邑智郡 邑南町 |
| 作木口駅   | 胴の口         | 1.7      | 84.9     |                                  | ｜   | 島根県 邑智郡 邑南町 | 島根県 邑智郡 邑南町 | 島根県 邑智郡 邑南町 |
| 香淀駅     | 羅生門         | 4.8      | 89.7     |                                  | ｜   | 広島県               | 三次市               | 三次市               |
| 式敷駅     | 滝夜叉姫       | 3.6      | 93.3     |                                  | ◇    | 広島県               | 安芸高田市           | 安芸高田市           |
| 信木駅     | 子持山姥       | 1.8      | 95.1     |                                  | ｜   | 広島県               | 安芸高田市           | 安芸高田市           |
| 所木駅     | 玉藻の前       | 1.9      | 97.0     |                                  | ｜   | 広島県               | 安芸高田市           | 安芸高田市           |
| 船佐駅     | 悪狐伝         | 1.4      | 98.4     |                                  | ＋   | 広島県               | 安芸高田市           | 安芸高田市           |
| 長谷駅     | 鍾馗           | 2.2      | 100.6    |                                  | ｜   | 広島県               | 三次市               | 三次市               |
| 粟屋駅     | 曽我兄弟       | 2.5      | 103.1    |                                  | ｜   | 広島県               | 三次市               | 三次市               |
| 尾関山駅   | 紅葉狩         | 3.0      | 106.1    |                                  | ＋   | 広島県               | 三次市               | 三次市               |
| 三次駅     | 土蜘蛛         | 2.0      | 108.1    | 西日本旅客鉄道： 芸備線・ 福塩線 | ◇    | 広島県               | 三次市               | 三次市               |

1. ↑  福塩線の正式な終点は芸備線塩町駅だが、全列車が三次駅に乗り入れる。

江津駅と三次駅が直営駅、石見川本駅が業務委託駅、粕淵駅が簡易委託駅であり、三江線を所属線とする駅にみどりの窓口は設置されていなかった。

### 全線廃止前に廃止された駅
- 野井仮乗降場[121][52]：明塚駅 - 粕淵駅間、1972年（昭和47年）に水害で明塚駅 - 浜原駅間が不通になった際に設置され、1973年（昭和48年）ごろ代行バスの運行開始にあわせて廃止。